# Statuta ecclesiae antiqua
Die Statuta ecclesiae antiqua (deutsch: „Alte Rechtssatzungen der Kirche“) sind eine kleine Kanones-Sammlung, die in der zweiten Hälfte des 5. Jahrhunderts in Gallien erstellt wurde und nur indirekt erhalten ist. Der Verfasser ist wahrscheinlich Gennadius von Marseille.

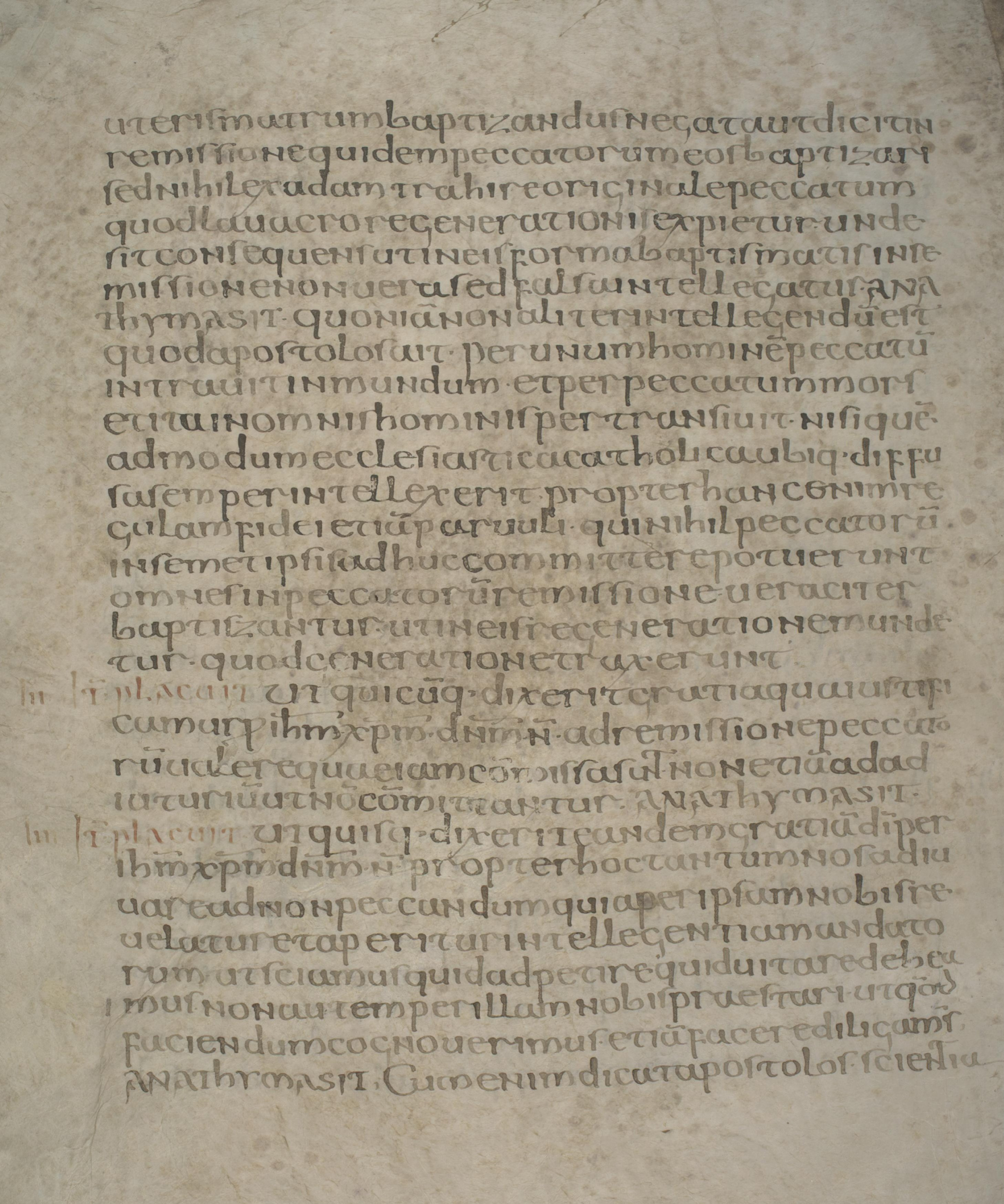
Da keine originalen Kopien der Statuta ecclesiae antiqua erhalten geblieben sind, rücken die Sammlungen in das Interesse, die zumindest Teile übernommen haben. Dazu gehört die in der zweiten Hälfte des 6. Jahrhunderts ebenfalls in Gallien entstandene chronologische Sammlung Collectio Coloniensis in Köln, Erzbischöfliche Diözesan- und Dombibliothek, Cod. 212, die auf fol. 19r-26r Auszüge der Statuta ecclesiae antiqua enthält, wovon hier Folio 19v gezeigt wird.

## Inhalt, Titel, Quellen, Anordnung
Die Sammlung besteht aus 102 meist sehr kurzen Kanones vor allem zur Kirchendisziplin und zur Liturgie. Behandelt werden das Amt des Bischofs, die Weihegrade, Taufe, Buße, der Ostertermin und verwandte Themen. Die Anordnung entspricht einzelnen Themen, beginnend mit den Pflichten des Bischofs.
Der Titel der Sammlung wurde von Maassen auf Basis der späteren Sammlungen, die direkt oder indirekt von den Statuta abhängen, gewählt; in diesen späteren Sammlungen werden die Kanones teils als Statuta ecclesiae antiqua, teils (irrig) als Statuta antiqua orientis bezeichnet.
Die Statuta verwenden Kanones gallischer und griechischer Konzilien sowie Dekretalen; in den späteren Sammlungen werden verschiedene irrige Angaben über die Herkunft dieser Kanones gemacht.
Die Anordnung der Kaones nach einzelnen Themen macht die Statuta ecclesiae antiqua zu den frühesten Beispielen einer systematischen Sammlung; allerdings ist sie nicht direkt erhalten, sondern kann nur aus späteren Sammlungen, die sie als Quelle benutzt haben, rekonstruiert werden.

## Überlieferung
Die Statuta ecclesiae antiqua sind nur indirekt über die Aufnahme in zahlreiche spätere Sammlungen erhalten geblieben. Dazu gehören sowohl chronologische Sammlungen wie etwa die Collectio Coloniensis und die Hispana als auch nicht wenige systematische Sammlungen, insbesondere die Collectio Vetus Gallica (um 600) und die aus dem Anfang des 8. Jahrhunderts stammende Hibernensis. Sowohl in der Vetus Gallica als auch der Hibernensis werden die Kanones der Statuta ecclesiae antiqua als „Canones Africanorum“ oder „Synodus Africana“ zitiert.
Die Auswahl der Kanones und der Wortlaut der Kanones, die aus den Statuta in spätere Sammlungen übernommen wurden, unterscheiden sich teilweise deutlich und lassen die Existenz mehrerer Fassungen vermuten. Nach der Herkunft der jeweiligen Sammlungen kann man diese in eine gallische, eine italienische und eine spanische Überlieferung unterteilen. Die spanische Fassung (insbesondere die Hispana) führt die Kanones auf das vierte Konzil in Karthago aus dem Jahr 398 zurück. Dank der weiten Verbreitung der Hispana wurde dies über lange Zeit akzeptiert, bis 1757 die Gebrüder Pietro und Girolamo Ballerini in einer Arbeit über die Frühgeschichte des kanonischen Rechts die Herkunft der Statuta aus Südgallien nachweisen konnten. Ferner gelang es den Ballerini, die Statuta auf die zweite Hälfte des 5. Jahrhunderts zu datieren, was später von Maassen und Munier bestätigt wurde. Später wurden die Statuta Caesarius von Arles zugeschrieben, erst Charles Munier argumentierte für Gennadius von Marseille als Kompilator.

## Edition
- Charles Munier: Les statuta ecclesiae antiqua. Édition, études critiques (= Bibliothèque de l’Institut de Droit Canonique de l’Université de Strasbourg. Band 5). Presses Universitaires de France, Paris 1960 (französisch).
- Statua ecclesiae antiqua. In: Charles Munier (Hrsg.): Concilia Galliae a. 314-506 (= Corpus Christianorum. Series latina. Band 148). Brepols, Turnhout 1968, S. 166–185 (Ersetzt Muniers ältere Ausgabe).